# Макрофаги

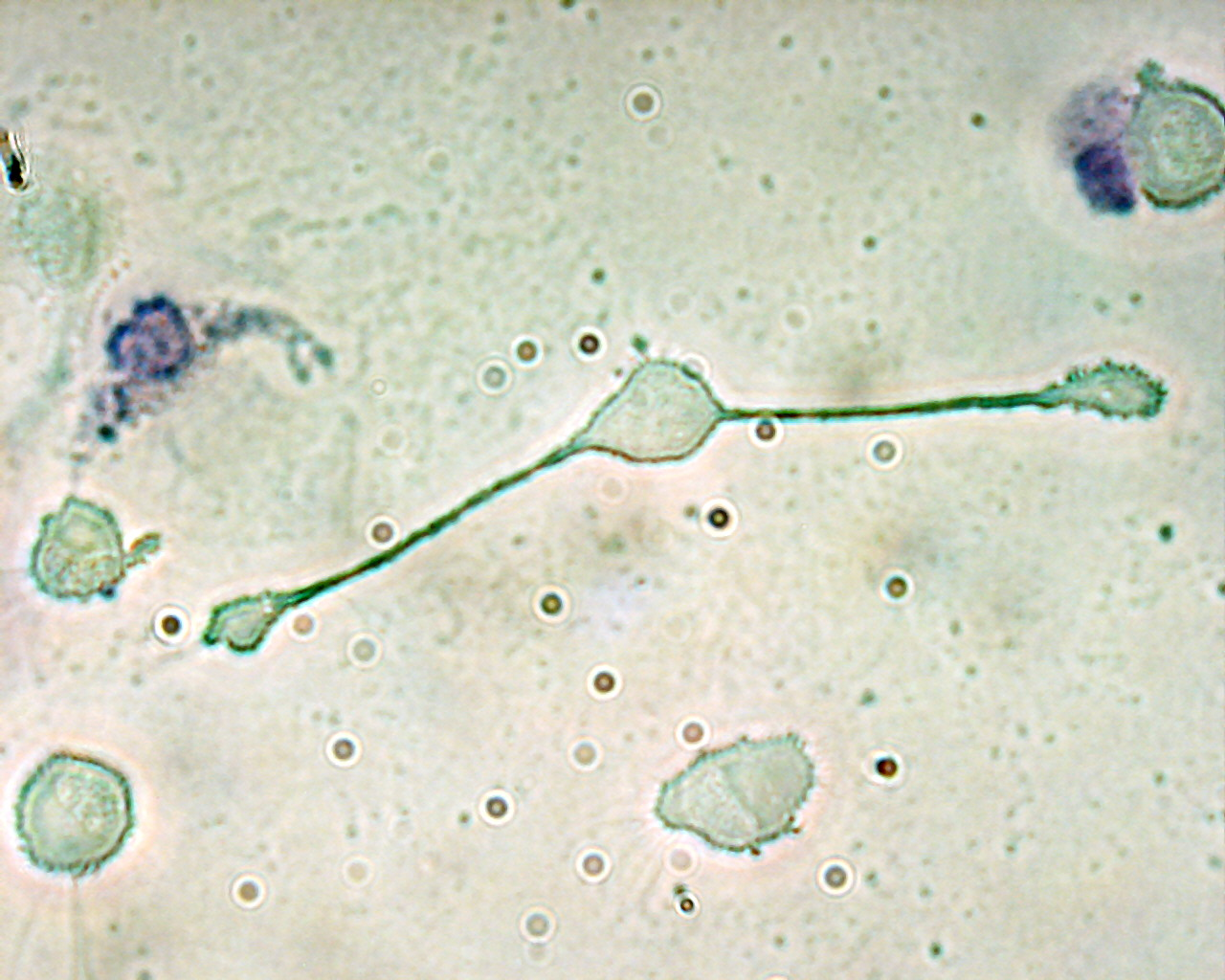
Макрофаг миші розтягується, щоб поглинути дві частинки, можливо патогенні.

Макрофа́ги (грец. makros — «великий», phagein — «їсти») (моноцити крові та гістіоцити тканин) — клітини в межах тканин, які походять від специфічних білих кров'яних тілець, моноцитів. Діаметр макрофагів людини становить близько 21 мкм.

## Розподіл в організмі
Макрофаги відрізняються від лімфоцитів, але також відіграють важливу роль в імунній відповіді — і як антиген-обробляючі клітини при виникненні відповіді, й як фагоцити у вигляді виконавчої ланки. Якщо це клітини, що знаходяться в крові, то їх називають моноцитами; в тканинах — гістіоцитами або тканинними макрофагами. Дослідження гемопоезу в кістковому мозку тварин і людини встановило, що всі макрофаги виникають з попередників моноцитів у кістковому мозку. Макрофаги знайдені в усіх тканинах організму (гістіоцити), а також у лімфатичних вузлах, де вони розташовуються як дифузно, так і фіксовано в субкапсулярному просторі та синусах мозкового шару. Тканинні макрофаги також виявляють у синусах червоної пульпи селезінки. У печінці макрофаги відомі як клітини Купфера, в легенях — як альвеолярні макрофаги, а в мозковій тканині — як мікроглія. У периферичній крові і кістковому мозкові — це моноцити та їхні попередники. Дендритичні ретикулярні клітини у фолікулах лімфатичних вузлів та інтердигітуючі ретикулярні клітини в паракортикальній зоні — спеціалізовані клітини «обробки» антигенів для B- і T-лімфоцитів відповідно. Хоча їхнє походження не встановлене, припускають, що вони відносяться до макрофагів. У давнішій літературі для позначення цих типів клітин використовували термін «ретикуло—ендотеліальна система», а тепер — система мононуклеарних фагоцитів.

## Ідентифікація
Макрофаги містять численні цитоплазматичні ферменти і можуть бути ідентифіковані в тканинах гістохімічними методами, які виявляють ці ферменти. Деякі ферменти, типу мурамідази (лізоциму) і хімотрипсину, можна виявити методом мічених антитіл (імуногістохімія), при якому використовують антитіла проти білків ферменту. Такі моноклональні антитіла проти різних CD антигенів широко використовують для ідентифікації макрофагів.

## Функція
Моноцити і макрофаги — фагоцити, що забезпечують як неспецифічний захист (або вроджений імунітет), так і специфічний захист (або набутий імунітет) хребетних тварин.

## Роль
Їх роль полягає у фагоцитозі (охопленні та травленні) уламків клітин і патогенів, як стаціонарних, так і рухомих клітин, також як і стимуляції лімфоцитів та інших імунних клітин відповісти на проникнення патогена.